# Dariusz Ratajczak
Dariusz Zdzisław Ratajczak (ur. 28 listopada 1962 w Opolu, zm. przed 11 czerwca 2010 tamże) – polski historyk i publicysta.

## Życiorys
Dariusz Ratajczak ukończył studia historyczne na Uniwersytecie Adama Mickiewicza w Poznaniu. W 1997 obronił pracę doktorską pt. Zagadnienie postaw ludności Śląska Opolskiego w świetle wyroków WSR-ów w Katowicach i w Opolu w latach 1945–1955 (promotor prof. Stanisław Nicieja). W latach 1988–2000 pracownik naukowy Uniwersytetu Opolskiego (wcześniej – Wyższej Szkoły Pedagogicznej) na Wydziale Historyczno-Pedagogicznym. W 1999, po wydaniu Tematów niebezpiecznych, zbioru esejów historyczno-politycznych, zawierających m.in. omówienie poglądów rewizjonistów Holokaustu, zawieszony, a następnie wydalony z Uniwersytetu Opolskiego z zakazem pracy w zawodzie nauczycielskim na 3 lata, podjął pracę stróża nocnego w jednej z opolskich firm.
Równocześnie wytoczono mu proces sądowy o złamanie art. 55 ustawy o Instytucie Pamięci Narodowej. Postawiono mu zarzut tzw. kłamstwa oświęcimskiego (negował m.in. zabijanie Żydów w komorach gazowych w Auschwitz). 11 grudnia 2001 roku sąd uznał jego winę, ale odstąpił od wymierzenia kary ze względu na „nieznaczny stopień szkodliwości społecznej czynu” i warunkowo umorzył postępowanie na okres jednego roku.
Autor i współautor kilku książek naukowych i popularnonaukowych oraz wielu artykułów publikowanych w „Myśli Polskiej”, „Najwyższym Czasie!”, „Narodni Myslence” (Czechy), „Opcji na Prawo”, „Kronice” (Norwegia), „Polonii” (USA).
W wyborach 1991 bez powodzenia ubiegał się o mandat poselski z ramienia Stronnictwa Narodowego w województwie opolskim. W wyborach do Parlamentu Europejskiego w 2004 był kandydatem Ogólnopolskiego Komitetu Obywatelskiego „OKO”.
11 czerwca 2010 znaleziono jego zwłoki w zaparkowanym samochodzie pod Centrum Handlowym Karolinka w Opolu. Sekcja zwłok wykazała, że zmarł w wyniku zatrucia alkoholem. 22 czerwca 2010 został pochowany na cmentarzu komunalnym w opolskiej Półwsi.
Na płycie nagrobnej jako data śmierci Ratajczaka widnieje 29 maja 2010 roku.

## Publikacje
- Polacy na Wileńszczyźnie 1939-1944 (Opole 1990)
- Świadectwo księdza Wojaczka (Opole 1994)
- Krajowa Armia Podziemna w powiecie prudnickim 1949-1952 (współautor, Opole-Gliwice 1996)
- Tematy niebezpieczne (Opole 1999)
- Tematy jeszcze bardziej niebezpieczne (Kociaty, New York, 2001)
- Inkwizycja po polsku, czyli sprawa dr. Dariusza Ratajczaka (Poznań 2003)
- Prawda ponad wszystko (Opole 2004)
- Spowiedź „antysemity” (Opole 2005)